# Wojna armeńsko-turecka
Wojna armeńsko-turecka (front wschodni wojny o niepodległość Turcji, tur. Türk Kurtuluş Savaşı Doğu Cephesi) – konflikt zbrojny między Demokratyczną Republiką Armenii a Turcją trwający od 24 września do 2 grudnia 1920, zakończony klęską Armenii, która przesądziła o utracie przez nią dwunastu historycznych prowincji na rzecz Turcji i podporządkowania reszty kraju Rosji Sowieckiej w formie marionetkowej Armeńskiej SRR.

## Przyczyny
Ruchy niepodległościowe wśród Ormian były żywe już od połowy XIX w. Dopiero upadek Imperium Osmańskiego stworzył możliwość utworzenia Armenii w jej granicach historycznych. Pomimo dokonania przez Turków w 1915 roku rzezi Ormian ludność ormiańska zamieszkiwała jednak wiele rejonów dawnej Armenii, broniąc się przed prześladowaniami i stawiając zbrojny opór. Pod koniec I wojny światowej Ormiański Narodowy Ruch Wyzwolenia ogłosił powstanie Demokratycznej Republiki Armenii. Przywódcą nowo powstałego państwa został generał w armii carskiej Tovmas Nazarbekian – dowódca kaukaskiego frontu na terenach opanowanej przez Rosjan zachodniej Armenii. O dalszych losach frontu rosyjsko-tureckiego na Kaukazie zadecydowała rewolucja październikowa – przejęcie władzy w Rosji przez bolszewików.
Doprowadziło ono do zawieszenia broni (porozumienie z wielkim wezyrem Mehmetem Talaatem 1 stycznia 1918 roku). Traktat brzeski zawarty 3 marca 1918 roku między Rosją a państwami centralnymi, w tym z Imperium Osmańskim, postanawiał o wycofaniu się z wojny bolszewickiej Rosji. W klauzuli dotyczącej rejonu Kaukazu decydował o zwróceniu Turkom ziem zdobytych w czasie wojny rosyjsko-tureckiej: Ardahanu, Karsu i Batumi. Oznaczało to likwidację Armenii, dlatego zarówno rząd w Erywaniu, jak i ormiańska diaspora usilnie zabiegała o poparcie państw zachodnich do koncepcji wielkiej Armenii, złożonej z rejonów Erzurum, Bitlisu i prowincji Wan.

## Pierwsze walki
Po traktacie brzeskim Turcy rozpoczęli jego realizację wysyłając w kierunki Erzrumu i Erzincanu trzecią armię pod dowództwem Mehmeta Vehiba. Pomimo zaciętej obrony ochotnicze oddziały ormiańskie zostały zmuszone do wycofania się na wschód. W takiej sytuacji utrzymanie Sarıkamış i prowincji Wan stało się niemożliwe i Ormianie zdecydowali się na ewakuację z tych terenów. Dopiero zdecydowana obrona Ormian w wygranych bitwach pod Karakilisą, Sardarapatem i Abaranem powstrzymała napór Turków, którzy wycofali się na zachód do Trabzonu.

## Walki w 1920 roku
W kwietniu 1920 roku w Ankarze powstał rząd turecki – Wielkie Zgromadzenie Narodowe Turcji pod kierownictwem Mustafy Kemala, który istniał równolegle z rządem sułtana w stolicy Imperium osmańskiego. 10 sierpnia rząd sułtana podpisał traktat z Sèvres, w ramach którego część ziemi na zachodzie Turcji odchodziła do Królestwa Greckiego, a część terytorium we wschodniej Anatolii – do Armenii. Rząd Kemala odrzucił traktat z Sèvres i rozpoczął wojnę przeciwko Grecji w sojuszu z rządem bolszewickim. Jednocześnie wojska tureckie wraz z oddziałami Armii Czerwonej zostały wprowadzone w rejony, które były przedmiotem sporu między Armenią a Azerbejdżanem (Nachiczewan, Zangezur i Karabach).
9 czerwca wojska tureckie pod dowództwem Kiazim Karabekira-paszy, w celu udzielenia pomocy muzułmanom Azerbejdżanu ruszyły na Nachiczewan. Rosja Sowiecka próbowała zatrzymać wojnę, ale Turcja i Armenia odrzuciły propozycje sowieckie. Stany Zjednoczone i Ententa dostarczyły broń i dały pożyczkę pieniężną Armenii.
14 września 1920 roku do Erywania przybyła delegacja sowiecka, na czele z Borysem Legrandem, która zażądała aby, rząd armeński: 
1. odrzucił postanowienia traktatu z Sèvres. 
2. pozwolił wojskom sowieckim przejść przez Armenię w celu łączenia się z wojskami Mustafy Kemala. 
3. spory graniczne z sąsiadami rozwiązywał za pośrednictwem Rosji Sowieckiej.
Ormianie odmówili przyjęcia pierwszego punktu, na pozostałe elementy wyrazili zgodę i przygotowali umowę, zgodnie z którą Rosja Sowiecka uznała niepodległość Armenii i uznawała wejście w skład Armenii m. Zangezur. Rosja Sowiecka była mediatorem między Armenią i Turcją w sprawach granicy ormiańsko-tureckiej. Warunki Sowieci przyjęli, jednak umowa nie została podpisana.
8 września w Ankarze odbyło się posiedzenie Najwyższej Rady Wojennej z udziałem dowódcy 15. Korpusu Armijnego gen. Kazima Karabekira, który zaproponował rozpoczęcie ofensywy na Armenię. Aby uzgodnić działania z Gruzją, do Tbilisi wysłano członka rządu Jusufa Kemal Beja, który z Tbilisi wysłał telegram: „Droga otwarta."
Finansowa i wojskowo-techniczna pomoc bolszewickiej Rosji, od jesieni 1920 roku oraz w ciągu 2 lat odegrała istotną rolę w walkach Kemala przeciwko Demokratycznej Republiki Armenii (DRA), a także później w stosunku do Greków w zachodniej Anatolii. W 1920 roku, w odpowiedzi na pismo Kemala do Lenina z 26 kwietnia 1920 roku, które zawierało prośbę o pomoc, rząd RFSRR przesłał Kemalowi 6 tys. karabinów, ponad 5 mln amunicji, 17,6 tys. pocisków artyleryjskich i 200,6 kg złota w sztabkach. 
- 18 czerwca Ormianie zajęli m. Ołtu.
- 20 września Ormianie w sile 30 tys. żołnierzy zaczęli regularne działania bojowe przeciwko oddziałom tureckim liczącym 50 tys. żołnierzy.
- 23 września 1920 roku Turcy pod dowództwem Kazima Karabekira zaatakowali wojska Armenii.
- 24 września Turcja wypowiedziała wojnę Armenii.
- 29 września Turcy zajęli Sarıkamış, a następnie Ardahan.
- 20–23 października w zaciętych walkach pod Surmalu Ormianom udało się utrzymać miasto;
- 30 października padł Kars – kluczowa twierdza w regionie. Po tym, Kazim Karabekir zaproponował rozejm, warunkiem którego było wycofanie wojsk ormiańskich z Aleksandropola (ob. Giumri). Armenia przyjęła te warunki.
- 7 listopada Aleksandropol został zajęty przez Turków.
- 8 listopada Kazim Karabekir złożył bardziej rygorystyczne warunki pokoju. Obejmowały one wydanie przez Ormian broni i pojazdów oraz wycofania sił armeńskich za linię styku wojsk.
- 11 listopada walki zostały wznowione, Armenia ponosiła klęski ze względu na przewagę liczebną Turków.
- 22 listopada Armenia zgodziła się na wszystkie warunki Turcji.

Po tym przedstawiciel Wielkiej Brytanii Stokes powiedział, że Armenia powinna wybrać mniejsze zło: „pokój z Rosją Sowiecką”.
22 listopada 1920 roku, ludowy komisarz spraw zagranicznych RFSRR Gieorgij Cziczerin mianował Budu Mdiwani jako mediatora w negocjacjach ormiańsko-tureckich. Turcy odmówił przyjęcia mediacji Mdivani. 23 listopada do Aleksandropolu przybyła ormiańska delegacja. 2 grudnia Karabekir, który przewodniczył delegacji tureckiej w Aleksandropolu, przedstawił ultimatum Armenii, w ramach którego Armenia nie mogła utrzymywać armii powyżej 1,5 tys. żołnierzy, Kars i Surmala miały być terytorium spornym, na którym miało odbyć się referendum. Karabach i Nachiczewan znajdowały się pod mandatem Turcji do czasu ostatecznej decyzji w sprawie ich statusu. W nocy z 2 na 3 grudnia przedstawiciele DRA podpisali umowę. Do tego czasu była już podpisana umowa z przedstawicielem Rosji Sowieckiej.
29 listopada 1920 roku grupa ormiańskich bolszewików z 11. Armii sowieckiej i oddziału wojsk Azerbejdżańskiej SRR weszła do miasta Idżewan i ogłosiła utworzenie Komitetu Rewolucyjnego, tym samym rozpoczynając powstanie przeciwko rządowi DRA i ustanowienie władzy sowieckiej w Armenii.
30 listopada tego roku, sowiecki ambasador zażądał wstąpienia Armenii do sowieckiej strefy, a 2 grudnia między nim a przedstawicielami rządu Armenii (Droz i Terteryan) zostało podpisane porozumienie, zgodnie z którym Armenia została ogłoszona niezależną republiką socjalistyczną. Utworzono Tymczasowy Komitet Wojskowo-Rewolucyjny. Moskwa uznała, że do Armenii należą: prowincja Erywań, część regionu Kars, część powiatu Zangezur, część powiatu kazachskiego. Zagwarantowała, że oficerowie i członkowie partii DRA nie będą poddawani represjom. 4 listopada Armia Czerwona weszła do Erywania. 6 listopada do Erywania przybył Komitet Rewolucyjny. Odmówił on uznania podpisanej z przedstawicielami DRA umowy. Po tym rozpoczęły się walki wewnętrzne.

## Następstwa wojny
Komitet Wojskowo-Rewolucyjny nie uznał także postanowień pokoju w Aleksandropolu. Granicę turecko-sowiecką przeprowadzano zgodnie z traktatem z Karsu. W rzeczywistości los granicy turecko-armeńskiej został rozwiązany w lutym-marcu 1921 roku na konferencji w Moskwie. Podpisany 16 marca 1921 roku w Moskwie traktat pozostawiał Kars i Ardahan w Turcji. Były jasno określone granice Armenii. Były powiat Nachiczewan przeszedł do Azerbejdżańskiej SRR, były powiat Zangezur pozostał w Armenii. Wynegocjowane wycofania wojsk tureckich z Aleksandropola zakończyły się w połowie maja. Formalnie nowe warunki pokojowe zostały określone w traktacie w Kars podpisanym 13 października 1921 roku przez rządy republik zakaukaskich i Turcję.
Przy zawieraniu traktatu z 16 marca 1921 roku był podpisany w Moskwie traktat o „przyjaźni i braterstwie”. Również zostało osiągnięte porozumienie w sprawie udzielania dotacji rządowi Kemala w Ankarze w postaci bezzwrotnej pomocy finansowej, zgodnie z którymi rosyjski rząd w 1921 roku przekazał do dyspozycji Kemala 10 mln rubli w złocie, ponad 33 tys. karabinów, około 58 milionów sztuk amunicji i 327 karabinów maszynowych, 54 sztuk dział artyleryjskich, ponad 129 tysięcy pocisków, 1,5 tys. szabel, 20 tys. masek przeciwgazowych, dwa niszczyciele i wiele innego sprzętu wojskowego.
W wyniku kolejnych już mniejszych konfliktów pomiędzy Armenią i Turcją dochodziło do ataków ormiańskich terrorystów na dyplomatów tureckich, a czasem również zwykłych obywateli. Ataki te spowodowały wycofanie dyplomatów tureckich z Armenii oraz uniemożliwianie przez Turcję dostępu do Araratu dla Ormian.